# Celeste (grup de música)
Celeste és una formació francesa de Lió, fundada l'any 2005. El seu estil combina black metal, sludge metal i post-hardcore. El guitarrista Guillaume Rieth, el bateria Antoine Royer i el baixista Antoine Kerbrat es coneixien des de l'institut i, més endavant, van reclutar el vocalista Johan Girardeau. Rieth i Girardeau són antics membres de la formació de screamo Mihai Edrisch, que havia compartit membres amb Daïtro. Des de llavors, Royer ha deixat la formació, Girardeau se n'encarrega del baix i Sébastien Ducotté és el segon guitarrista.
El 2006 Celeste va presentar el seu primer EP, seguit el 2008 pel seu àlbum debut, Nihiliste(s), publicat pel segell alemany Denovali Records. El juny de 2021 el grup va signar amb la discogràfica Nuclear Blast.

## Discografia
- Pessimiste(s) (EP, 2006)
- Nihiliste(s) (2008)
- Misanthrope(s) (2009)
- Morte(s) Nee(s) (2010)
- Animale(s) (2013)
- Infidèle(s) (2017)
- Assassine(s) (2022)[7]
- Epilogue(s) (EP, 2023)[8]